# Список залізничних станцій і роз'їздів Росії (К)
Список станцій, роз'їздів та зупинних пунктів Російських залізниць
| Код    | Станція                  | Назва російською              | Залізниця          | НОД (НЗрег) | Населений пункт | Рік заснування | Код Експрес-3 | Експ. коди |
| ------ | ------------------------ | ----------------------------- | ------------------ | ----------- | --------------- | -------------- | ------------- | ---------- |
| 100016 | Калінінград-Пасажирський | рос. Калининград-Пассажирский | Калінінградська    |             | Калінінград     | 1929           | 2058001       |            |
| 532504 | Кисловодськ              | рос. Кисловодск               | Північно-Кавказька |             | Кисловодськ     | 1894           | 2064050       |            |
| 524404 | Краснодар I              | рос. Краснодар I              | Північно-Кавказька |             | Краснодар       | 1889           | 2064800       |            |
| 521603 | Кримська                 | рос. Крымская                 | Північно-Кавказька |             | Кримськ         | 1888           | 2064320       |            |
| 208201 | Курськ                   | рос. Курск                    | Московська         |             | Курськ          | 1868           | 2000150       |            |
| 190826 | Кутузовська              | рос. Кутузовская              | Московська         |             | Подольськ       |                | 2000865       |            |